# نويل لوميس
نويل لوميس (بالإنجليزية: Noel Loomis)‏ (3 أبريل 1905 في الولايات المتحدة - 7 سبتمبر 1969، سان دييغو في الولايات المتحدة)؛ صحفي وروائي أمريكي. درس في جامعة أوكلاهوما.

## روابط خارجية
- نويل لوميس على موقع IMDb (الإنجليزية)